# Sint-Joost-ten-Node
Sint-Joost-ten-Node (Frans: Saint-Josse-ten-Noode) of kortweg Sint-Joost is een plaats en gemeente in het Brussels Hoofdstedelijk Gewest, ingesloten tussen Brussel-stad en Schaarbeek. De gemeente telt bijna 27.000 inwoners. Met een oppervlakte van 1,14 km² is Sint-Joost-ten-Node de kleinste en tegelijkertijd de dichtstbevolkte gemeente van België. Met een gemiddeld inkomen van iets meer dan 11.000 euro per inwoner in 2021 is het bovendien de armste gemeente van België.
Binnen de gemeente liggen de omgeving van het Rogierplein (met winkelcentra en duurdere hotels), een deel van de arme Brabantwijk ten oosten van het station Brussel-Noord, een deel van de Noordruimte met kantoortorens van onder meer Proximus en de Vlaamse overheid (Phoenixgebouw en Hendrik Consciencegebouw), en de omgeving van de Leuvensesteenweg, met een kleurrijke bevolking.

## Geschiedenis
Sint-Joost-ten-Node ontstond tegen Brussel aan, voor de Leuvensepoort, bij de plaats waar de Leuvensesteenweg de Maalbeek kruiste. Zoals men kan zien op de Ferrariskaarten behoorden de landbouwgronden ten zuiden van het dorp, tot voorbij de Naamsepoort aan de parochie van Sint-Joost. Vanaf de jaren dertig van de negentiende eeuw werden deze gronden geleidelijk opgekocht door Brusselse vastgoedontwikkelaars. Naar de plannen van Ferdinand de Meeûs werd op deze gronden de Leopoldswijk opgericht. In 1853 werd dit deel van de gemeente met de oostelijke uitbreiding van Brussel ingelijfd bij Brussel-Stad. In de tweede helft van de twintigste eeuw werd de Noordruimte voor een deel op het grondgebied van Sint-Joost-ten-Node ontwikkeld. In de jaren zeventig werd hiervoor een volledige volkswijk ter grootte van 50 ha afgebroken.

## Bezienswaardigheden
- De Neobarokke Sint-Joostkerk uit 1865.
- De Gesùkerk
- Het Charliermuseum.
- Het voormalige treinstation aan de Leuvensesteenweg uit 1885 is een beschermd monument en huisvest Jazz Station, een ontmoetingscentrum voor jazzmusici.
- In de gemeente stond tussen 1960 en 2001 het zogenaamde Internationaal Rogiercentrum ontworpen door de architect Jacques Cuisinier. Het modernistische centrum bevatte kantoren, appartementen, een theater en winkels. Het gigantische complex werd een symbool van het naoorlogse modernisme maar na jarenlange verwaarlozing werd het uiteindelijk gesloopt. Tussen 2002 en 2006 verrees op dezelfde plek aan 'Place Rogier' een zo mogelijk nog grootser kantoor. De Rogier-toren was het hoofdkwartier van Dexia. Sinds de verkoop van Dexia Bank België aan de Belgische overheid en het vertrek van Dexia naar de Bastion Toren in het najaar van 2012, is Belfius de enige gebruiker van de toren.
- De Ateliers Mommen

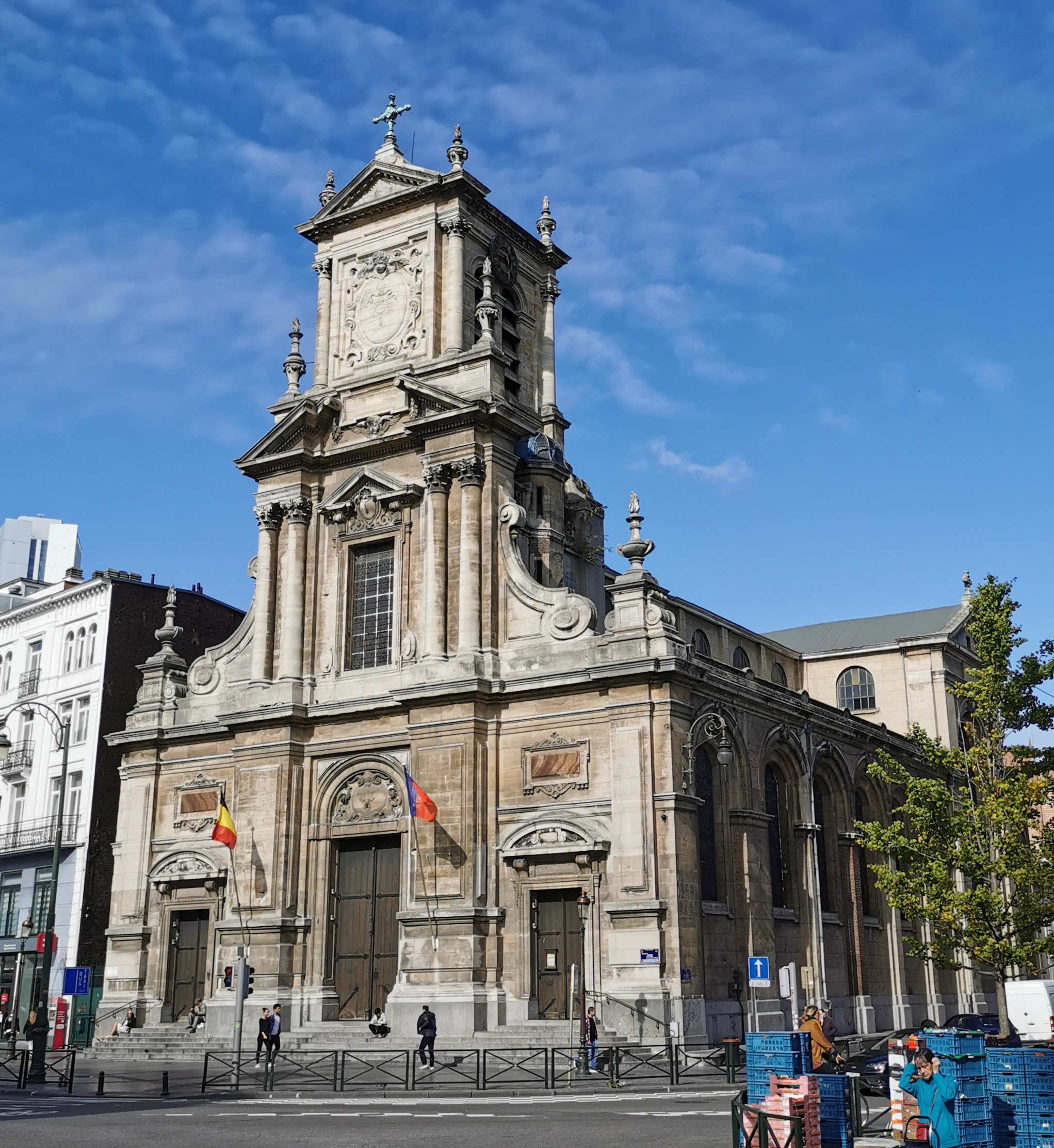
Parochiekerk St. Joost
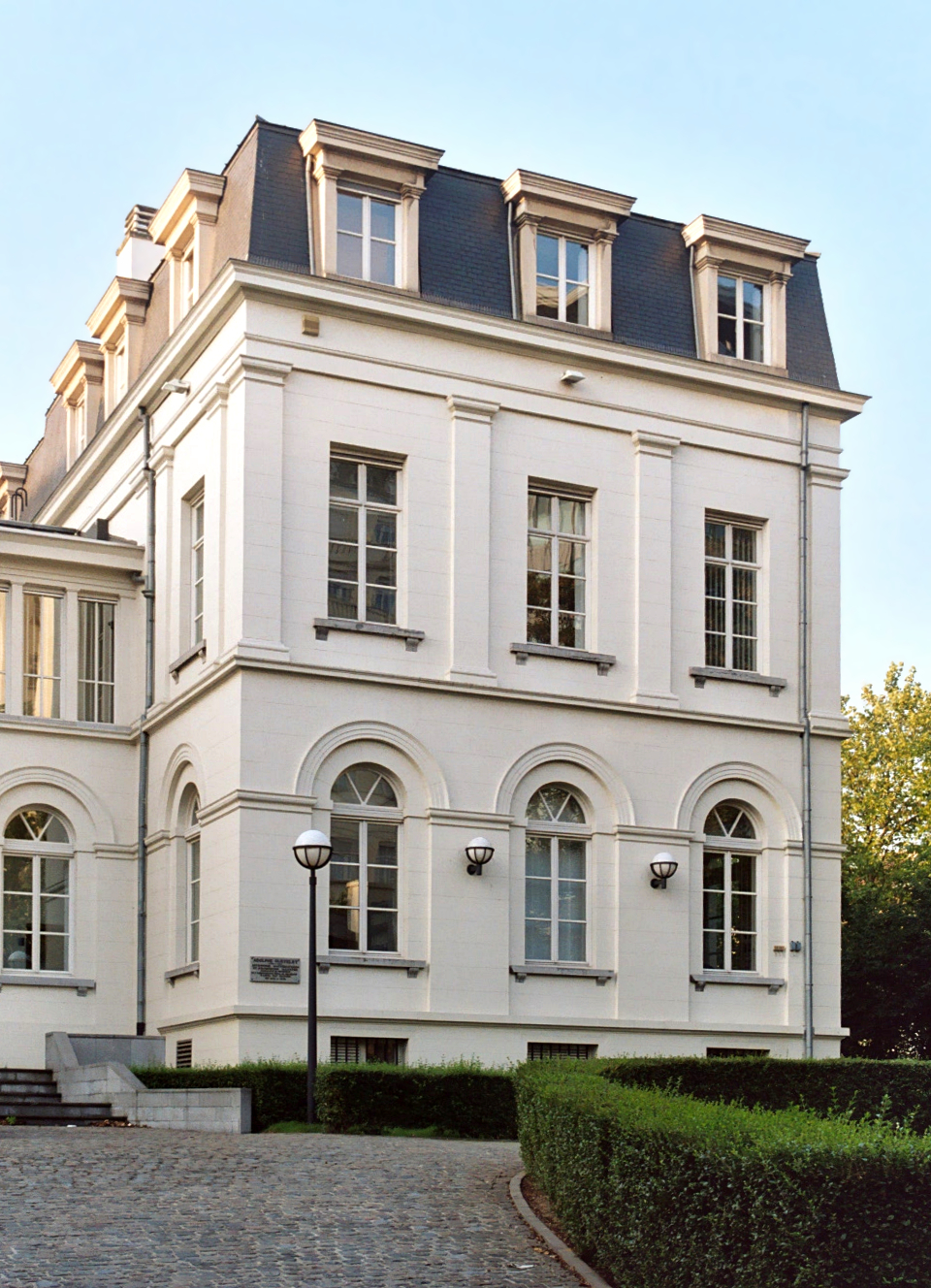
Het gebouw waar de Koninklijke Sterrenwacht van België gevestigd was
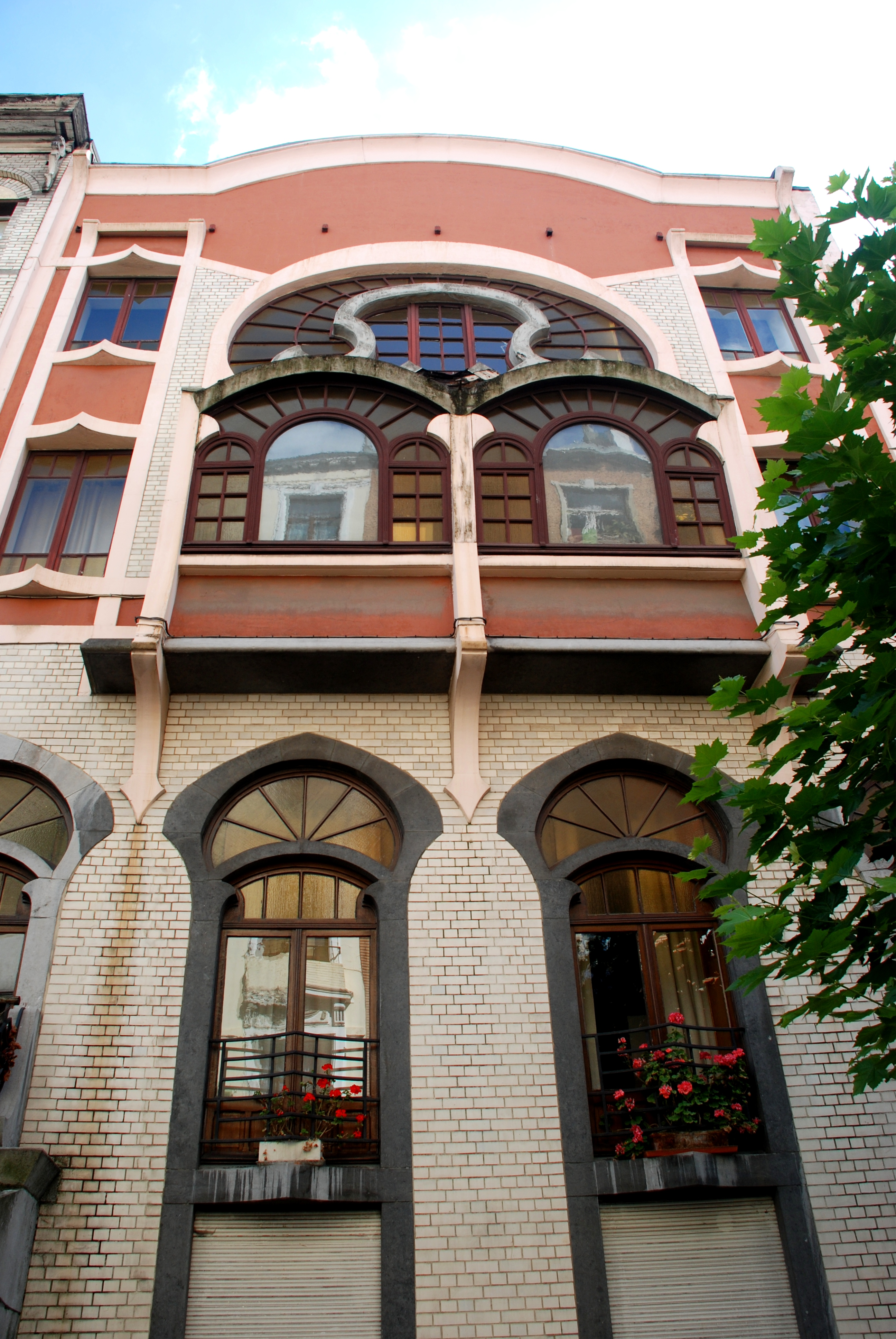
Eigen huis van de architect Michel Mayeres

### Beschermd erfgoed
- Lijst van beschermd onroerend erfgoed in Sint-Joost-ten-Node

## Natuur en landschap
Sint-Joost-ten-Node is een sterk verstedelijkte gemeente die zich direct ten noordoosten van het Brusselse stadscentrum bevindt. Hier liggen de valleien van de Zenne en de Maalbeek die echter overkluisd zijn. De hoogte bedraagt 20-60 meter. In de gemeente bevindt zich de Kruidtuin, een botanische tuin.

## Politiek

### Burgemeesters van Sint-Joost-ten-Node sinds 1830
- 1823-1842: Urbain Verbist
- 1842-1846: Léonard Willems
- 1846-1867: Jacques Gillon
- 1867-1870: Louis Sainctelette
- 1870-1884: Fritz Jottrand
- 1885-1899: Armand Steurs
- 1900-1926: Henri Frick
- 1926-1942: Georges Pètre
- 1944-1947: Joseph Déry
- 1947-1953: André Saint-Rémy (PSC)
- 1953-1999: Guy Cudell (PS)
- 1999-2012: Jean Demannez (PS)
- 2013-heden: Emir Kir (PS/LB)

### Resultaten gemeenteraadsverkiezingen sinds 1976
| Partij of kartel     | Partij of kartel                                                         | 10-10-1976 | 10-10-1976 | 10-10-1982 | 10-10-1982 | 9-10-1988 | 9-10-1988 | 9-10-1994 | 9-10-1994 | 8-10-2000 | 8-10-2000 | 8-10-2006 | 8-10-2006 | 14-10-2012 | 14-10-2012 | 14-10-2018 | 14-10-2018 | 13-10-2024 | 13-10-2024 | 9-02-2025 | 9-02-2025 |
| Stemmen / Zetels     | Stemmen / Zetels                                                         | %          | 27         | %          | 27         | %         | 27        | %         | 27        | %         | 27        | %         | 27        | %          | 29         | %          | 29         | %          | 29         | %         | 29        |
| -------------------- | ------------------------------------------------------------------------ | ---------- | ---------- | ---------- | ---------- | --------- | --------- | --------- | --------- | --------- | --------- | --------- | --------- | ---------- | ---------- | ---------- | ---------- | ---------- | ---------- | --------- | --------- |
|                      | PTB-PVA1/ PTB-PVDA2                                                      | 0,841      | 0          | -          |            | -         |           | 0,551     | 0         | 0,942     | 0         | -         |           | -          |            | -          |            | -          |            | -         |           |
|                      | LBC                                                                      | -          |            | -          |            | -         |           | -         |           | -         |           | -         |           | 44,32C     | 16         | 47,90C     | 17         | 50,45C     | 17         | 55,62C    | 18        |
|                      | PS1/ SJTNB/ LBC                                                          | 39,221     | 13         | 40,121     | 14         | 47,3B     | 16        | 48,86B    | 16        | 49,43C    | 17        | 49,98C    | 16        | 44,32C     | 16         | 47,90C     | 17         | 19,921     | 6          | 19,551    | 6         |
|                      | SP                                                                       | -          |            | 2,4        | 0          | 47,3B     | 16        | F         |           | 49,43C    | 17        | 49,98C    | 16        | 44,32C     | 16         | 47,90C     | 17         | -          |            | -         |           |
|                      | ECOLO1/ Ecolo-Groen2                                                     | -          |            | -          |            | 6,81      | 1         | 8,361     | 2         | 16,11     | 4         | 12,381    | 3         | 17,982     | 5          | 25,222     | 9          | 15,532     | 4          | 14,552    | 4         |
|                      | FDF1/ MR2/ DéFI3                                                         | 30,811     | 9          | 17,591     | 5          | 13,571    | 3         | 10,931    | 2         | 9,181     | 2         | 12,522    | 3         | 4,891      | 0          | 4,433      | 0          | -          |            | -         |           |
|                      | PRL1/ LBB/ MR2/ Bleus de Saint-Josse3/ MR-Open Vld4/ Engagés-CDV-MR-VLDD | 7,161      | 1          | 12,741     | 4          | 12,751    | 3         | 11,471    | 3         | C         |           | 12,522    | 3         | 11,103     | 3          | 7,504      | 1          | 9,03D      | 2          | 7,67D     | 1         |
|                      | VLAAMS (PVV-VU)G/ KARTELE/ A/ VLD2/ Engagés-CDV-MR-VLDD                  | 6,55G      | 1          | 7,35E      | 1          | 15,9A     | 4         | -         |           | -         |           | 1,622     | 0         | 11,103     | 3          | 7,504      | 1          | 9,03D      | 2          | 7,67D     | 1         |
|                      | PSC-CVP1/ KARTELE/ A/ cdH+Ind.4/ Engagés-CDV-MR-VLDD                     | 12,341     | 3          | 7,35E      | 1          | 15,9A     | 4         | F         |           | -         |           | -         |           | -          |            | 7,074      | 1          | 9,03D      | 2          | 7,67D     | 1         |
|                      | PSC-CVP1/ A/ PSC2/ cdH3/ cdH+Ind.4/ Engagés-CDV-MR-VLDD                  | 12,341     | 3          | -          |            | 15,9A     | 4         | B         |           | 15,172    | 4         | 16,783    | 5         | 16,57      | 5          | 7,074      | 1          | 9,03D      | 2          | 7,67D     | 1         |
|                      | UDRT-RAD1/ SJ2000A                                                       | -          |            | 12,091     | 3          | 15,9A     | 4         | 12,47A    | 3         | 3,95A     | 0         | -         |           | -          |            | -          |            | -          |            | -         |           |
|                      | VLAAMS (PVV-VU)G/ KARTELE / A/ PLU (SP-CVP-VU-WOW)F                      | G          |            | E          |            | 15,9A     | 4         | 5,82F     | 1         | -         |           | -         |           | -          |            | -          |            | -          |            | -         |           |
|                      | LC                                                                       | -          |            | -          |            | -         |           | -         |           | -         |           | 2,8       | 0         | -          |            | 5,76       | 1          | -          |            | -         |           |
|                      | Team Fouad Ahidar+1030                                                   | -          |            | -          |            | -         |           | -         |           | -         |           | -         |           | -          |            | -          |            | 5,06       | 0          | 2,62      | 0         |
| Anderen(*)           | Anderen(*)                                                               | 3,08       | 0          | 7,72       | 0          | 3,68      | 0         | 1,54      | 0         | 5,23      | 0         | 3,91      | 0         | 1,8        | 0          | 2,11       | 0          | -          |            | -         |           |
| Totaal stemmen       | Totaal stemmen                                                           | 10.869     | 10.869     | 7.694      | 7.694      | 6.683     | 6.683     | 5.901     | 5.901     | 7.312     | 7.312     | 9.828     | 9.828     | 10.326     | 10.326     | 11.124     | 11.124     | 10.411     | 10.411     | 9.368     | 9.368     |
| Opkomst %            | Opkomst %                                                                |            |            |            |            | 84,12     | 84,12     | 83,21     | 83,21     | 83,62     | 83,62     | 87,88     | 87,88     | 83,76      | 83,76      | 85,39      | 85,39      | 79,94      | 79,94      | 71,75     | 71,75     |
| Blanco en ongeldig % | Blanco en ongeldig %                                                     | 5,31       | 5,31       | 7,34       | 7,34       | 7,38      | 7,38      | 5,13      | 5,13      | 5,13      | 5,13      | 5,26      | 5,26      | 6,31       | 6,31       | 6,41       | 6,41       | 5,46       | 5,46       | 5,19      | 5,19      |

(*) 1976: Sans Frontières-Zonder Grenzen (3,08%) / 1982: FFI (1,11%), FNK (1,53%), Sans Frontières-Zonder Grenzen (3,59%), UDB (1,49%) / 1988: FN (2,39%), AGIR (1,29%) / 1994: Parti Humaniste (PH-HP) (0,54%), UNIE (1,0%) / 2000: Vlaams Blok (4,9%), Parti Humaniste (0,33%) / 2006: Vlaams Belang (3,46%), PH-HP (0,45%) / 2012: Égalité (1,8%), N-VA (3,34%) / 2018: N-VA (2,11%). De grootste partij is in kleur.
(**) Na de verkiezingen van 13 oktober 2024 dienden verschillende kopstukken van Ecolo, PS en Team Fouad Ahidar een klacht in wegens vermoedelijke kiesfraude. Daarenboven opende ook het Brusselse parket een onderzoek naar mogelijke fraude met volmachten. Het rechtscollege van het Brussels Hoofdstedelijk Parlement verklaarde de verkiezingen op 19 november ongeldig, omdat er bij 300 tot 350 uitgebrachte stemmen per volmacht onregelmatigheden waren vastgesteld en het schrappen van die stemmen de kiesuitslag kon beïnvloeden. Zo waren 50 volmachten ondertekend door burgemeester Emir Kir, was er bij sommige volmachten geen duidelijk bewijs dat de kiezers effectief verhinderd waren en waren een reeks volmachten niet ondertekend. Omdat niemand besloot om beroep tegen de nietigverklaring aan te tekenen bij de Raad van State, werd de uitspraak van het rechtscollege op 27 november van kracht en dienden er binnen de vijftig dagen nieuwe gemeenteraadsverkiezingen te worden uitgeschreven. Deze verkiezingen vonden plaats op zondag 9 februari 2025. Hierbij behaalde de lijst van Kir opnieuw de absolute meerderheid.

### Representativiteit
Voor Sint-Joost-ten-Node, net zoals voor de andere gemeenten van het Brussels Hoofdstedelijk Gewest, geldt dat het aantal kiezers in verhouding tot het aantal inwoners erg laag ligt, zowel absoluut als in vergelijking met de rest van het land. Dit is het gevolg van het hoge aandeel niet Belgische inwoners (ook al kunnen deze onder bepaalde voorwaarden over gemeentelijk stemrecht beschikken). Daarnaast ligt ook het aantal kiezers dat niet komt opdagen, ondanks de stemplicht, erg hoog zodat het totaal aantal uitgebrachte stemmen, inclusief ongeldige en blanco, in de 19 gemeenten van het gewest slechts 44,66% van het aantal inwoners bedraagt. Sint-Joost-ten-Node scoort slechter met een verhouding van 38,06% uitgebrachte stemmen/inwoners.

#### Verhouding kiezers/inwoners en absenteïsme bij de gemeenteraadsverkiezingen van 14 oktober 2012
- Sint-Joost-ten-Node: 45,43% (kiezers/inw.) - 16,24% (absenteïsme)
- Totaal Brussels Gewest : 53,89% (kiezers/inw.) - 17,14% (absenteïsme)

Ter vergelijking:
- Vlaamse provinciehoofdsteden: 69,30% (kiezers/inw.) - 12,12% (absenteïsme)
- Waalse provinciehoofdsteden: 69,04% (kiezers/inw.) - 17,31% (absenteïsme)

## Demografische ontwikkeling
- Bronnen:NIS, Opm:1806 tot en met 1981=volkstellingen; 1990 en later= inwonertal op 1 januari

| Inwoners van jaar tot jaar op 1 januari 1992 tot heden | Inwoners van jaar tot jaar op 1 januari 1992 tot heden | Inwoners van jaar tot jaar op 1 januari 1992 tot heden |
| jaar                                                   | Aantal                                                 | Evolutie: 1992=index 100                               |
| ------------------------------------------------------ | ------------------------------------------------------ | ------------------------------------------------------ |
| 1992                                                   | 21.663                                                 | 100,0                                                  |
| 1993                                                   | 21.459                                                 | 99,1                                                   |
| 1994                                                   | 21.438                                                 | 99,0                                                   |
| 1995                                                   | 21.522                                                 | 99,3                                                   |
| 1996                                                   | 21.640                                                 | 99,9                                                   |
| 1997                                                   | 21.911                                                 | 101,1                                                  |
| 1998                                                   | 21.889                                                 | 101,0                                                  |
| 1999                                                   | 22.076                                                 | 101,9                                                  |
| 2000                                                   | 22.097                                                 | 102,0                                                  |
| 2001                                                   | 22.208                                                 | 102,5                                                  |
| 2002                                                   | 22.750                                                 | 105,0                                                  |
| 2003                                                   | 23.070                                                 | 106,5                                                  |
| 2004                                                   | 23.047                                                 | 106,4                                                  |
| 2005                                                   | 23.142                                                 | 106,8                                                  |
| 2006                                                   | 23.557                                                 | 108,7                                                  |
| 2007                                                   | 23.785                                                 | 109,8                                                  |
| 2008                                                   | 24.102                                                 | 111,3                                                  |
| 2009                                                   | 25.185                                                 | 116,3                                                  |
| 2010                                                   | 26.338                                                 | 121,6                                                  |
| 2011                                                   | 27.358                                                 | 126,3                                                  |
| 2012                                                   | 27.134                                                 | 125,3                                                  |
| 2013                                                   | 27.207                                                 | 125,6                                                  |
| 2014                                                   | 27.447                                                 | 126,7                                                  |
| 2015                                                   | 27.332                                                 | 126,2                                                  |
| 2016                                                   | 27.402                                                 | 126,5                                                  |
| 2017                                                   | 27.115                                                 | 125,2                                                  |
| 2018                                                   | 27.032                                                 | 124,8                                                  |
| 2019                                                   | 27.457                                                 | 126,7                                                  |
| 2020                                                   | 27.497                                                 | 126,9                                                  |
| 2021                                                   | 27.124                                                 | 125,2                                                  |
| 2022                                                   | 26.965                                                 | 124,5                                                  |
| 2023                                                   | 27.068                                                 | 125,0                                                  |
| 2024                                                   | 26.895                                                 | 124,2                                                  |
| 2025                                                   | 27.258                                                 | 125,8                                                  |

## Geboren
- Gustave Walckiers (1831-1891), kunstschilder
- Alfred Verwee (1838-1895), kunstschilder en etser
- Maurice de Ramaix (1850-1918), politicus
- Maurice Kufferath (1852-1919), dirigent, cellist, librettist, musicoloog, tolk, muziekcriticus en directeur
- Emile Namur (1852-1908), beeldhouwer
- Léon Govaerts (1860-1930), architect
- Louis Bernheim (1861-1931), generaal
- Henri Jacobs (1864-1935), art-nouveau-architect
- Louis Vermoelen (1866-1950), politicus
- Henry de Groux (1866-1930), schilder en beeldhouwer
- Maximilien-Henri van Ypersele de Strihou (1870-1941), diplomaat
- Paul Mathieu (1872-1932), kunstschilder
- Firmin Baes (1874-1943), kunstschilder
- Anne de Borman (1881-1962), tennisster
- Ève Francis (1886-1980), actrice
- Jean Canneel (1889-1963), beeldhouwer en medailleur
- Marcel Canneel (1894-1953), schilder
- Alfred Courtens (1889-1967), beeldhouwer
- Antoine Courtens (1899-1969), architect
- Élodie Ouédraogo (1981), atlete
- Anıl Koç (1995), Turks-Belgisch voetballer

## Stedenbanden
- Verona (Italië)
- Eskişehir (Turkije) (2013)

## Nabijgelegen kernen
Brussel, Etterbeek, Schaarbeek